# Torneio de Wimbledon de 2007
O Torneio de Wimbledon de 2007 foi um torneio de tênis disputado nas quadras de grama do All England Lawn Tennis and Croquet Club, no bairro de Wimbledon, em Londres, no Reino Unido, entre 25 de junho e 8 de julho. Corresponde à 40ª edição da era aberta e à 121ª de todos os tempos.

## Cabeças de chave

### Simples

#### Masculino
1. Roger Federer (Campeão)
2. Rafael Nadal (Final)
3. Andy Roddick (Quartas-de-Final)
4. Nikolay Davydenko (4ª Rodada)
5. Novak Đoković (Semi-Finais)
6. Fernando González (3ª Rodada)
7. Tommy Robredo (2ª Rodada)
8. Andy Murray
9. James Blake (3ª Rodada)
10. Tomáš Berdych (Quartas-de-Final)
11. Richard Gasquet (Semi-Finais)
12. Ivan Ljubičić (3ª Rodada)
13. Mikhail Youzhny (4ª Rodada)
14. David Ferrer (2ª Rodada)
15. Marcos Baghdatis (Quartas-de-Final)
16. Guillermo Cañas (3ª Rodada)
17. Juan Carlos Ferrero (Quartas-de-Final)
18. Lleyton Hewitt (4ª Rodada)
19. Juan Ignacio Chela (2ª Rodada)
20. Jarkko Nieminen (3ª Rodada)
21. Carlos Moyà (1ª Rodada)
22. Mario Ancic (1ª Rodada)
23. Dmitry Tursunov (3ª Rodada)
24. Marat Safin (3ª Rodada)
25. David Nalbandian (3ª Rodada)
26. Filippo Volandri (1ª Rodada)
27. Philipp Kohlschreiber (1ª Rodada)
28. Robin Söderling (3ª Rodada)
29. Agustín Calleri (2ª Rodada)
30. Jonas Bjorkman (4ª Rodada)
31. Juan Monaco (1ª Rodada)
32. Dominik Hrbaty (1ª Rodada)

#### Feminino
1. Justine Henin
2. Maria Sharapova
3. Jelena Janković
4. Amélie Mauresmo (detentora do título)
5. Svetlana Kuznetsova
6. Ana Ivanović
7. Serena Williams
8. Anna Chakvetadze
9. Martina Hingis
10. Daniela Hantuchová
11. Nadia Petrova
12. Elena Dementieva
13. Dinara Safina
14. Nicole Vaidisova
15. Patty Schnyder
16. Shahar Pe'er
17. Tatiana Golovin
18. Li Na
19. Vera Zvonareva
20. Marion Bartoli
21. Katarina Srebotnik
22. Sybille Bammer
23. Tathiana Garbin
24. Anabel Medina Garrigues
25. Alona Bondarenko
26. Lucie Šafářová
27. Ai Sugiyama
28. Samantha Stosur
29. Mara Santangelo
30. Francesca Schiavone
31. Venus Williams
32. Olga Poutchkova

## Finais

### Profissional
| Categoria | Evento    | Campeã(s)(o/ões)              | Vice-campeã(s)(o/ões)          | Resultado                 | Chave(s)  | Chave(s)       |
| --------- | --------- | ----------------------------- | ------------------------------ | ------------------------- | --------- | -------------- |
| Simples   | Masculino | Roger Federer                 | Rafael Nadal                   | 7–67, 4–6, 7–63, 2–6, 6–2 | principal | qualificatório |
| Simples   | Feminino  | Venus Williams                | Marion Bartoli                 | 6–4, 6–1                  | principal | qualificatório |
| Duplas    | Masculino | Arnaud Clément Michaël Llodra | Bob Bryan Mike Bryan           | 56–7, 6–3, 6–4, 6–4       | principal | qualificatório |
| Duplas    | Feminino  | Cara Black Liezel Huber       | Katarina Srebotnik Ai Sugiyama | 3–6, 6–3, 6–2             | principal | qualificatório |
| Duplas    | Misto     | Jamie Murray Jelena Janković  | Jonas Björkman Alicia Molik    | 6–4, 3–6, 6–1             | principal | principal      |

### Juvenil
| Categoria | Evento    | Campeã(s)(o/ões)                           | Vice-campeã(s)(o/ões)      | Resultado         | Chave(s)  | Chave(s)       |
| --------- | --------- | ------------------------------------------ | -------------------------- | ----------------- | --------- | -------------- |
| Simples   | Masculino | Donald Young                               | Vladimir Ignatic           | 7–5, 6–1          | principal | qualificatório |
| Simples   | Feminino  | Urszula Radwańska                          | Madison Brengle            | 2–6, 6–3, 6–0     | principal | qualificatório |
| Duplas    | Masculino | Daniel Lopez Matteo Trevisan               | Roman Jebavý Martin Kližan | 7–65, 4–6, [10–8] | principal | principal      |
| Duplas    | Feminino  | Anastasia Pavlyuchenkova Urszula Radwańska | Misaki Doi Kurumi Nara     | 6–4, 2–6, [10–7]  | principal | principal      |

### Cadeirante
| Categoria | Evento    | Campeã(s)(o/ões)            | Vice-campeã(s)(o/ões)        | Resultado     | Chave     |
| --------- | --------- | --------------------------- | ---------------------------- | ------------- | --------- |
| Duplas    | Masculino | Robin Ammerlaan Ronald Vink | Shingo Kunieda Satoshi Saida | 4–6, 7–5, 6–2 | principal |

### Outros eventos
| Categoria         | Evento           | Campeã(s)(o/ões)            | Vice-campeã(s)(o/ões)        | Resultado | Chave     |           |
| ----------------- | ---------------- | --------------------------- | ---------------------------- | --------- | --------- | --------- |
| Duplas convidadas | Masculino sênior | Jeremy Bates Anders Järryd  | Kevin Curren Johan Kriek     | 6–3, 6–3  | principal | principal |
| Duplas convidadas | Masculino        | Jacco Eltingh Paul Haarhuis | Mark Petchey Chris Wilkinson | 6–2, 6–2  | principal | principal |
| Duplas convidadas | Feminino         | Jana Novotná Helena Suková  | Ilana Kloss Rosalyn Nideffer | 6–3, 6–3  | principal | principal |